# Cary Brothers

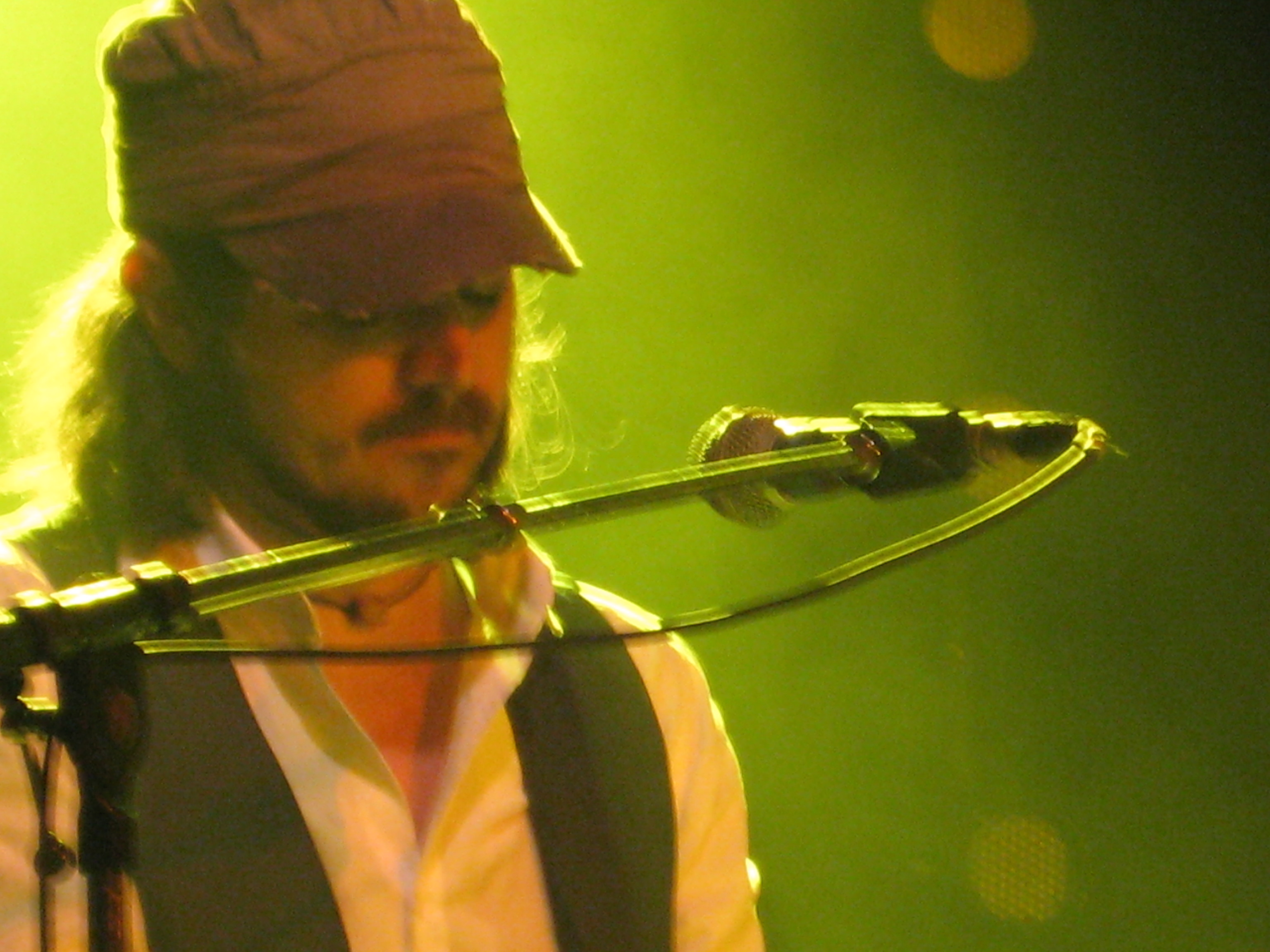
Cary Brothers (2007)

Cary Brothers (* 1974) ist ein US-amerikanischer Sänger aus Nashville, Tennessee.

## Biografie
Als Kind begann er – beeinflusst von Elvis Presley – zu singen. Mit elf Jahren begann er, Klavier zu spielen, wechselte mit 13 jedoch zur Gitarre. Seine Musik zeigt viele Einflüsse, vom Folk der 1970er Jahre bis zum britischen New Wave der 1980er.
Cary Brothers veröffentlichte bisher zwei EPs, All the Rage und Waiting for Your Letter mit nur vier bzw. fünf Songs. Sein bekanntester Song dürfte Blue Eyes sein. Sein alter Freund Zach Braff (Scrubs) nahm diesen Song auf den Soundtrack seines Filmes Garden State, der 2005 einen Grammy für die beste Compilation gewann. Ähnlich wie bei Joshua Radin sorgte Braff auch bei Cary Brothers für mehrere Einspielungen von Songs bei Scrubs und einen Gastauftritt in der vierten Staffel der Serie. Auch in anderen Serien wie Bones, Smallville, Grey’s Anatomy oder Emergency Room – Die Notaufnahme wurden Songs von Brothers verwendet und Braff hat Brothers’ Song Ride auf den Soundtrack zu seinem nächsten Film The Last Kiss aufgenommen.
Seine beiden EPs erreichten die Spitze der iTunes-Folk-Charts, sein Song Blue Eyes erreichte die Top 50 der iTunes-Single-Charts. Der Erfolg im Internet setzte sich auch auf seiner MySpace-Seite fort, wo seine Songs über 4 Millionen Mal abgespielt wurden.
Brothers tritt regelmäßig als Teil der Musical Community im Hotel Cafe in Los Angeles auf. Seine Touren führten ihn quer durch die USA und Kanada mit Künstlern wie Liz Phair, KT Tunstall, Aqualung, Imogen Heap und The Fray. Zusammen mit Tom McRae brachte er die Hotel Cafe Tour auch nach Europa und stand so zum Beispiel im Frühjahr 2008 zusammen mit Tom McRae, Greg Laswell, Jim Bianco, Brian Wright und Catherine Feeny auf verschiedenen Bühnen Europas.
Sein erstes Soloalbum Who You Are erschien am 29. Mai 2007 in den USA. Einige Monate später, am 30. September 2007, war es dann auch in Deutschland erhältlich.

## Diskografie

### EPs
- 2004 – All The Rage
- 2005 – Waiting For Your Letter

### LPs
- 2007 – Who You Are
- 2010 – Under Control